# Spinopotemnemus kaszabi
Spinopotemnemus kaszabi là một loài bọ cánh cứng trong họ Cerambycidae.